# Michael James Fitzgerald
Michael James Fitzgerald (フィッツジェラルド 舞行龍 ジェームズ?, Fittsujerarudo Maikeru Jēmuzu; Tokoroa, 17 settembre 1988) è un calciatore neozelandese naturalizzato giapponese, difensore dell'Albirex Niigata.

## Statistiche

### Presenze e reti nei club
Statistiche aggiornate al 3 dicembre 2023.
| Stagione                 | Squadra                  | Campionato               | Campionato | Campionato | Coppe nazionali | Coppe nazionali | Coppe nazionali | Coppe continentali | Coppe continentali | Coppe continentali | Altre coppe | Altre coppe | Altre coppe | Totale | Totale |
| Stagione                 | Squadra                  | Comp                     | Pres       | Reti       | Comp            | Pres            | Reti            | Comp               | Pres               | Reti               | Comp        | Pres        | Reti        | Pres   | Reti   |
| ------------------------ | ------------------------ | ------------------------ | ---------- | ---------- | --------------- | --------------- | --------------- | ------------------ | ------------------ | ------------------ | ----------- | ----------- | ----------- | ------ | ------ |
| 2008                     | Albirex Niigata          | J1                       | 0          | 0          | CG+CdL          | 0               | 0               | -                  | -                  | -                  | -           | -           | -           | 0      | 0      |
| 2009                     | Japan Soccer College     | HFL1                     | 11         | 0          | CG              | 0               | 0               | -                  | -                  | -                  | -           | -           | -           | 11     | 0      |
| 2010                     | Zweigen Kanazawa         | JFL                      | 20         | 1          | CG              | 0               | 0               | -                  | -                  | -                  | -           | -           | -           | 20     | 1      |
| 2011                     | Zweigen Kanazawa         | JFL                      | 25         | 1          | CG              | 1               | 0               | -                  | -                  | -                  | -           | -           | -           | 26     | 1      |
| Totale Zweigen Kanazawa  | Totale Zweigen Kanazawa  | Totale Zweigen Kanazawa  | 45         | 2          |                 | 1               | 0               |                    | -                  | -                  |             | -           | -           | 46     | 2      |
| 2012                     | V-Varen Nagasaki         | JFL                      | 31         | 4          | CG              | 1               | 0               | -                  | -                  | -                  | -           | -           | -           | 32     | 4      |
| gen.-ago. 2013           | V-Varen Nagasaki         | J2                       | 1          | 0          | -               | -               | -               | -                  | -                  | -                  | -           | -           | -           | 1      | 0      |
| Totale V-Varen Nagasaki  | Totale V-Varen Nagasaki  | Totale V-Varen Nagasaki  | 32         | 4          |                 | 1               | 0               |                    | -                  | -                  |             | -           | -           | 33     | 4      |
| ago.-dic. 2013           | Albirex Niigata          | J1                       | 14         | 0          | CG              | 1               | 0               | -                  | -                  | -                  | -           | -           | -           | 15     | 0      |
| 2014                     | Albirex Niigata          | J1                       | 29         | 0          | CG+CdL          | 2+6             | 0               | -                  | -                  | -                  | -           | -           | -           | 37     | 0      |
| 2015                     | Albirex Niigata          | J1                       | 29         | 0          | CG+CdL          | 0+8             | 0+1             | -                  | -                  | -                  | -           | -           | -           | 37     | 1      |
| 2016                     | Albirex Niigata          | J1                       | 22         | 1          | CG+CdL          | 2+1             | 0               | -                  | -                  | -                  | -           | -           | -           | 25     | 1      |
| 2017                     | Kawasaki Frontale        | J1                       | 0          | 0          | CG+CdL          | 0               | 0               | ACL                | 2                  | 0                  | -           | -           | -           | 2      | 0      |
| 2018                     | Kawasaki Frontale        | J1                       | 0          | 0          | CG+CdL          | 2+2             | 0               | ACL                | 1                  | 0                  | SG          | 0           | 0           | 5      | 0      |
| gen.-ago. 2019           | Kawasaki Frontale        | J1                       | 3          | 0          | CG              | 1               | 0               | ACL                | 3                  | 0                  | SG          | 0           | 0           | 7      | 0      |
| Totale Kawasaki Frontale | Totale Kawasaki Frontale | Totale Kawasaki Frontale | 3          | 0          |                 | 5               | 0               |                    | 6                  | 0                  |             | 0           | 0           | 14     | 0      |
| ago.-dic. 2019           | Albirex Niigata          | J2                       | 15         | 0          | -               | -               | -               | -                  | -                  | -                  | -           | -           | -           | 15     | 0      |
| 2020                     | Albirex Niigata          | J2                       | 38         | 1          | -               | -               | -               | -                  | -                  | -                  | -           | -           | -           | 38     | 1      |
| 2021                     | Albirex Niigata          | J2                       | 36         | 0          | CG              | 1               | 0               | -                  | -                  | -                  | -           | -           | -           | 37     | 0      |
| 2022                     | Albirex Niigata          | J2                       | 27         | 1          | CG              | 0               | 0               | -                  | -                  | -                  | -           | -           | -           | 27     | 1      |
| 2023                     | Albirex Niigata          | J1                       | 19         | 1          | CG+CdL          | 3+2             | 0               | -                  | -                  | -                  | -           | -           | -           | 24     | 1      |
| Totale Albirex Niigata   | Totale Albirex Niigata   | Totale Albirex Niigata   | 229        | 4          |                 | 26              | 1               |                    | -                  | -                  |             | -           | -           | 255    | 5      |
| Totale carriera          | Totale carriera          | Totale carriera          | 320        | 10         |                 | 33              | 1               |                    | 6                  | 0                  |             | 0           | 0           | 359    | 11     |

## Palmarès

### Club

#### Competizioni nazionali
- Japan Football League: 1

V-Varen Nagasaki: 2012
- Campionato giapponese: 2

Kawasaki Frontale: 2017, 2018
- Supercoppa del Giappone: 1

Kawasaki Frontale: 2019